# Abdij van Livry

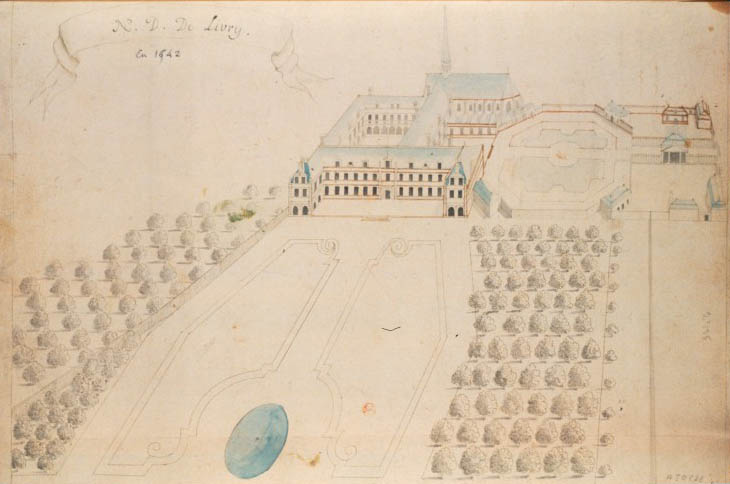
Tekening van de abdij (1642)

De abdij van Livry (Frans: Abbaye Notre-Dame de Livry) is een voormalige abdij in de Franse gemeente Livry-Gargan, op een twaalftal kilometer van Parijs. De abdij bestond tussen 1197 en de Franse Revolutie, toen ze werd opgeheven, en geen enkel gebouw van de voormalige abdij is bewaard gebleven.

## Geschiedenis

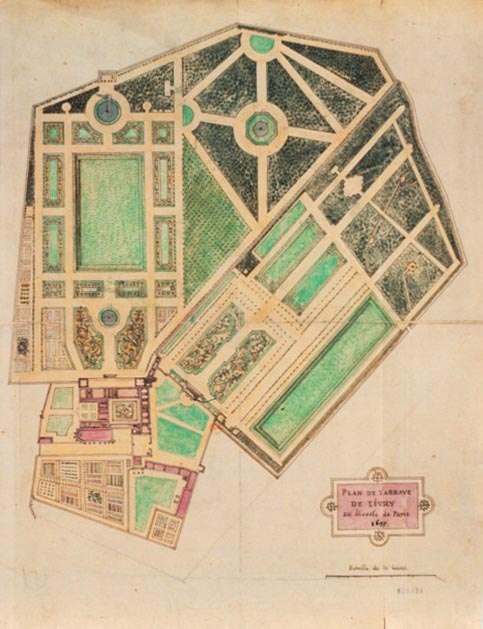
Plan van de abdij en haar park (1697)

Guillaume IV de Garlande, heer van Livry, richtte in 1186 een kapittel op in de kapel Notre-Dame des Brûlis. Livry was ontstaan rond deze kapel en rond het kasteel van de familie de Garlande. De Kanunniken van het kapittel moesten bidden voor het zielenheil van de overleden zoon van Guillaume IV. Het kapittel werd in 1197 omgevormd tot een augustijnenabdij. De abdij werd in dat jaar ingewijd door de bisschop van Parijs. Dankzij een grote schenking van koning Filips II van Frankrijk in 1200 werden het voortbestaan en de zelfstandigheid van de abdij verzekerd.
In 1492 werd de abdij in commendam gegeven. De abt verbleef dus niet meer op de abdij maar streek wel de inkomsten van de abdij op. In de 16e eeuw werd de abdij opnieuw omgevormd tot een kapittel van kannuniken. De kannuniken sloten zich in 1637 aan bij de Congrégation de France, waarvan het hoofdhuis de Abdij Sainte-Geneviève in Parijs was. De abdij van Livry telde toen nog maar vijf kannuniken.
Christophe de Coulanges was abt van Livry tussen 1664 en 1687. Hij was de oom van de schrijfster madame de Sévigné. Na de dood van haar echtgenoot in 1651 verbleef ze regelmatig in de abdij. Zij noemde haar oom en de abdij verschillende keren in haar werk en prees de schoonheid van de abdij en het park errond. In het laatste decennium van de 17e eeuw werden nieuwe gebouwen opgetrokken. Tijdens haar bestaan telde de abdij een veertigtal abten.

### Opheffing en afbraak
Na de Franse Revolutie werd de abdij opgeheven en aangeslagen als nationaal goed. Eind 1790 werden de abdijgebouwen verkocht. Een van de eigenaars was Robert-Guillaume Dillon, tussen 1805 en 1815 burgemeester van Livry. Hij liet in 1797 de kapel afbreken en liet het verblijf van de abt en dat van de monniken ombouwen tot landhuis. In 1814 trokken buitenlandse troepen door de streek en vernielden de gebouwen. Louis Jacob, minister onder koning Lodewijk Filips, kocht de gebouwen in 1842. Na zijn dood in 1854 vatte zijn erfgenaam Robert de Vey, burgemeester van Livry tussen 1859 en 1871, het plan op om een kuuroord te bouwen op het terrein van de voormalige abdij. Op het domein ontsprongen vier koolzuurhoudende bronnen die hij wilde exploiteren. Hij bracht een deel van het domein onder in de vennootschap Société de Sévigné-les-Eaux. Maar de plannen om van Livry een kuuroord te maken, draaiden op niets uit. De gebouwen van de voormalige abdij werden opnieuw beschadigd tijdens de Frans-Duitse Oorlog. Priester Vincent de Paul Bailly liet in de jaren 1880 de gebouwen herstellen en liet een nieuwe kapel bouwen. Hij liet ook een nieuw park met verschillende vijvers aanleggen. In 1910 liet de nieuwe eigenaar de kapel en de façades van de gebouwen verbouwen, weer met het plan er een kuuroord van te maken. Maar dit plan werd al in 1912 verlaten. De kapel werd in 1914 afgebroken. Tijdens de Eerste Wereldoorlog deden de gebouwen dienst als kazerne en na de oorlog kwam er een landloperskolonie. Vanaf 1923 werd het domein in loten verkocht. Een deel werd verkaveld en volgebouwd. De gebouwen werden vanaf 1924 gebruikt als fabriek. In 1926 werd het abtenkwartier afgebroken. In de jaren 1960 werden de laatste gebouwen van de voormalige abdij afgebroken om plaats te maken voor nieuwe woningen. Enkel een vijver van het abdijdomein, het Lac de Sévigné, bleef bewaard.

## Beschrijving

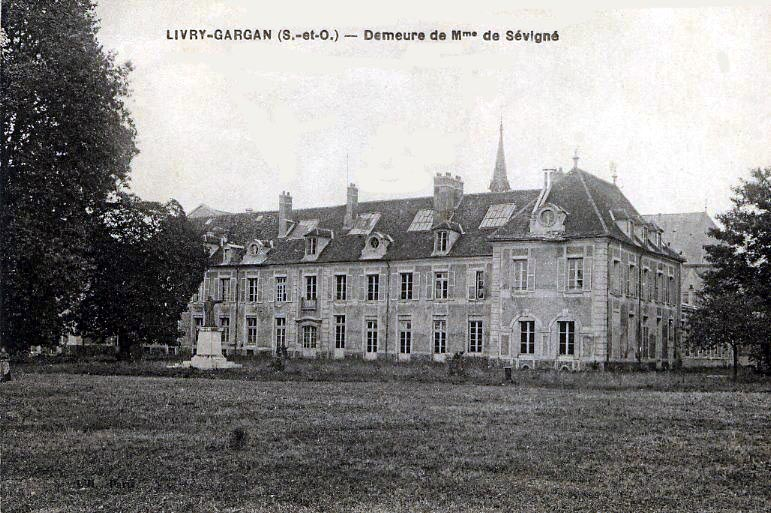
Gebouwen omstreeks 1900

De abdij van het einde van de 17e eeuw bestond uit een klooster van 50 op 45 meter met ernaast een kerk met een lengte van 34 meter en een breedte van 12 meter. Het priesterkoor werd afgesloten een veelzijdig chevet, voorzien van steunbogen. Ten noordwesten van dit geheel stonden twee L-vormige gebouwen.